# Marcus Stertinius Rufus
Marcus Stertinius Rufus est un homme politique de l'Empire romain actif au cours de l'Année des quatre empereurs. Son nom et son rôle dans la commission consultative de 69 apr. J.-Chr., chargée de juger en appel sur le sort des Galiléens insoumis, nous sont connus par une tablette en bronze retrouvée à Esterzili (Sardaigne).

## Vie
Fils d'un Marcus Stertinius. Il est sénateur en 69.
Il est le père de Lucius Stertinius Avitus.

## Note
1. ↑  Barbara Levick, The Government of the Roman Empire: A Sourcebook, Londres et New York, Routledge, Taylor and Francis, 1985 (réimpr. 2000) (ISBN 9780415232364), « Law », p. 58-59